# Adesmia coronilloides
Adesmia coronilloides es una especie de planta floral del género Adesmia, categorizada en la tribu Dalbergieae, de la subfamilia Faboideae.

## Distribución
Especie nativa de Argentina y Chile. Crece en el bioma subtropical.

## Taxonomía
Fue descrita por Gillies ex Hook. & Arn. y publicada en Bot. Misc. 3: 190 (1833).
Sinónimos homotípicos
- Patagonium coronilloides (Gillies ex Hook. & Arn.) Kuntze.[1]

Sinónimos heterotípicos
- Adesmia atuelensis Burkart.[1]
- Adesmia codonocalyx G.Grandjot & K.Grandjot.[1]
- Adesmia germainii Phil.[1]
- Adesmia glauca Phil.[1]
- Patagonium coronilloides var. glaucum (Phil.) Reiche.[1]
- Patagonium germainii (Phil.) Kuntze.[1]
- Patagonium glaucum (Phil.) Kuntze.[1]